# Whitford/St. Holmes

Whitford/St. Holmes est un album musical sorti en 1981, dont le nom vient du guitariste Brad Whitford (ex-Aerosmith) et du chanteur Derek St. Holmes.

## Liste des morceaux
1. I Need Love 3:18
2. Whiskey Woman 3:51
3. Hold On 3:00
4. Sharpshooter 5:29
5. Every Morning 4:40
6. Action 3:45
7. Shy Away 4:12
8. Does It Really Matter ? 4:25
9. Spanish Boy 4:09
10. Mystery Girl 3:19

## Composition du groupe pour l'enregistrement
The Project :
- Brad Whitford : guitare
- Derek St. Holmes : guitare, chant
- Dave Hewitt : basse
- Steve Pace : batterie